# Partia Agrarna (Tadżykistan)
Partia Agrarna (Tadżykistan) – agrarystyczna partia polityczna z Tadżykistanu.
Partia Agrarna w Tadżykistanie działała początkowo w latach 90. XX wieku. W kwietniu 1999 roku jej działalność została zawieszona, a partia została oskarżona o łamanie przyjętego rok wcześniej prawa dotyczącego tadżyckich partii politycznych poprzez fałszowanie list członków partii. Ostatecznie została ona zlikwidowana we wrześniu 1999 roku w wyniku kontynuowania działalności politycznej, mimo wcześniejszego jej zawieszenia.
Pod koniec 2005 roku działalność Partii Agrarnej została wznowiona. Jednakże eksperci zajmujący się polityką twierdzą, iż od tego momentu jest ona związana z rządzącym krajem prezydentem – Emomalim Rahmonem, który poprzez tworzenie licznych partii politycznych stara się udowodnić, że w Tadżykistanie funkcjonuje demokracja. Oskarżeniom tym zaprzeczył lider partii – Amir Karakulow.
Głównym punktem programu politycznego Partii Agrarnej jest ochrona interesów ludności wiejskiej. W 2006 roku liczyła ona około 1000 członków.
Liderem partii jest Amir Karakulow. W 2006 roku wziął on udział w wyborach prezydenckich, startując z ramienia Partii Agrarnej. Zdobył wówczas 5,21% głosów, uzyskując czwarty wynik w kraju. Był to pierwszy start tej partii w wyborach w Tadżykistanie po wznowieniu działalności rok wcześniej.
Partia Agrarna w wyborach parlamentarnych w Tadżykistanie w 2010 roku otrzymała 5,11% głosów, uzyskując czwarty wynik w kraju, dzięki czemu zdobyła 2 mandaty w niższej izbie tadżyckiego parlamentu.